# İkizdere
İkizdere è un comune (turco: İkizdere Belediyesi; greco: δῆμος ... dē̂mos ... oppure δῆμος Διποτάμου dē̂mos Dipotámou; lazico: ... ბელედიჲე ... belediye; armeno: Իքիզդերեի մունիցիպալիտետ Ikʼizderei municʼipalitet oppure, storicamente, Քուրա-ի Սեբաի նիցիպալիտետ Kʼura-i Sebai municʼipalitet) della provincia di Rize, in Turchia, capoluogo del distretto omonimo.